# ŠK Petrochema Dubová
ŠK Petrochema Dubová là một câu lạc bộ bóng đá Slovakia đến từ Dubová, formerly of the Slovak Second Football League.

## Lịch sử câu lạc bộ
Thành công lớn nhất của Dubov là vào đến bán kết Cúp bóng đá Slovakia (2002/2003) trước FK Púchov.

### Tan rã và hợp nhất
Ngày 7 tháng 5 năm 2005 Dubová hợp nhất với FK Sokol Nemecká.

## Màu sắc và huy hiệu
Màu sắc của câu lạc bộ là vàng và xanh dương.